# Chronophotographie

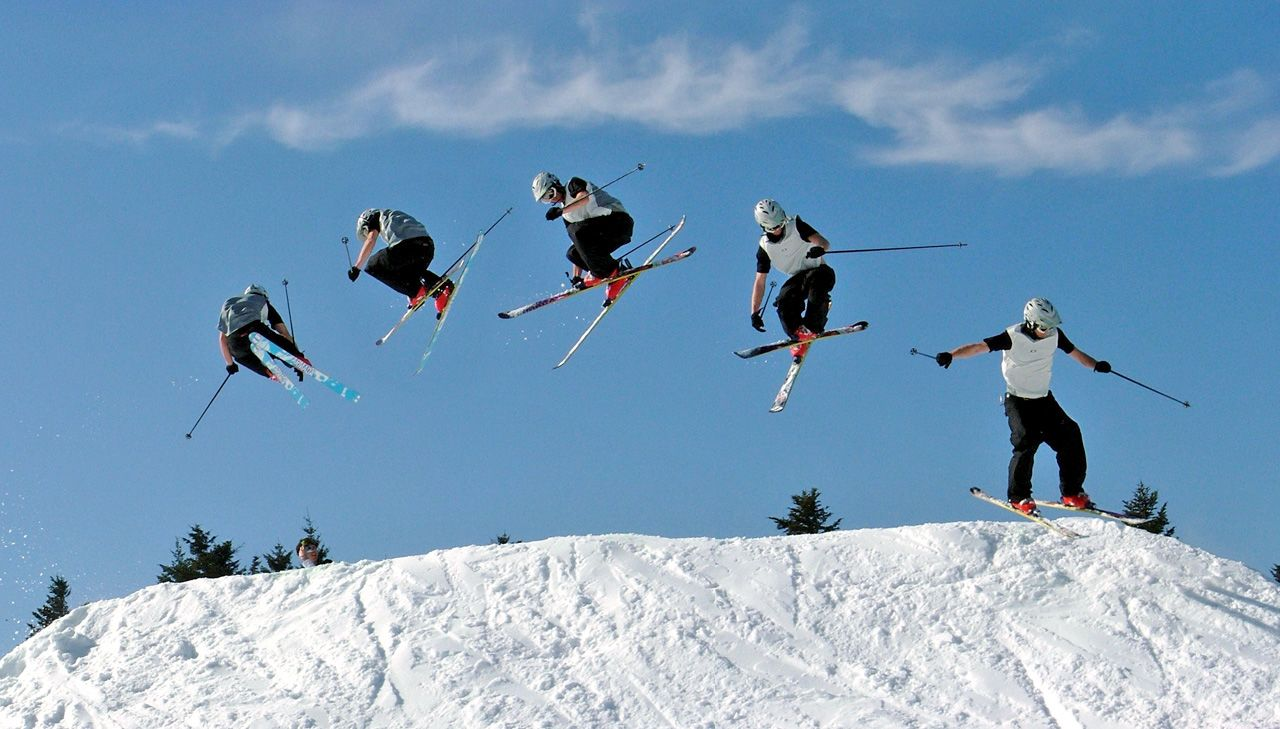
Chronophotographie réalisée en 2006.

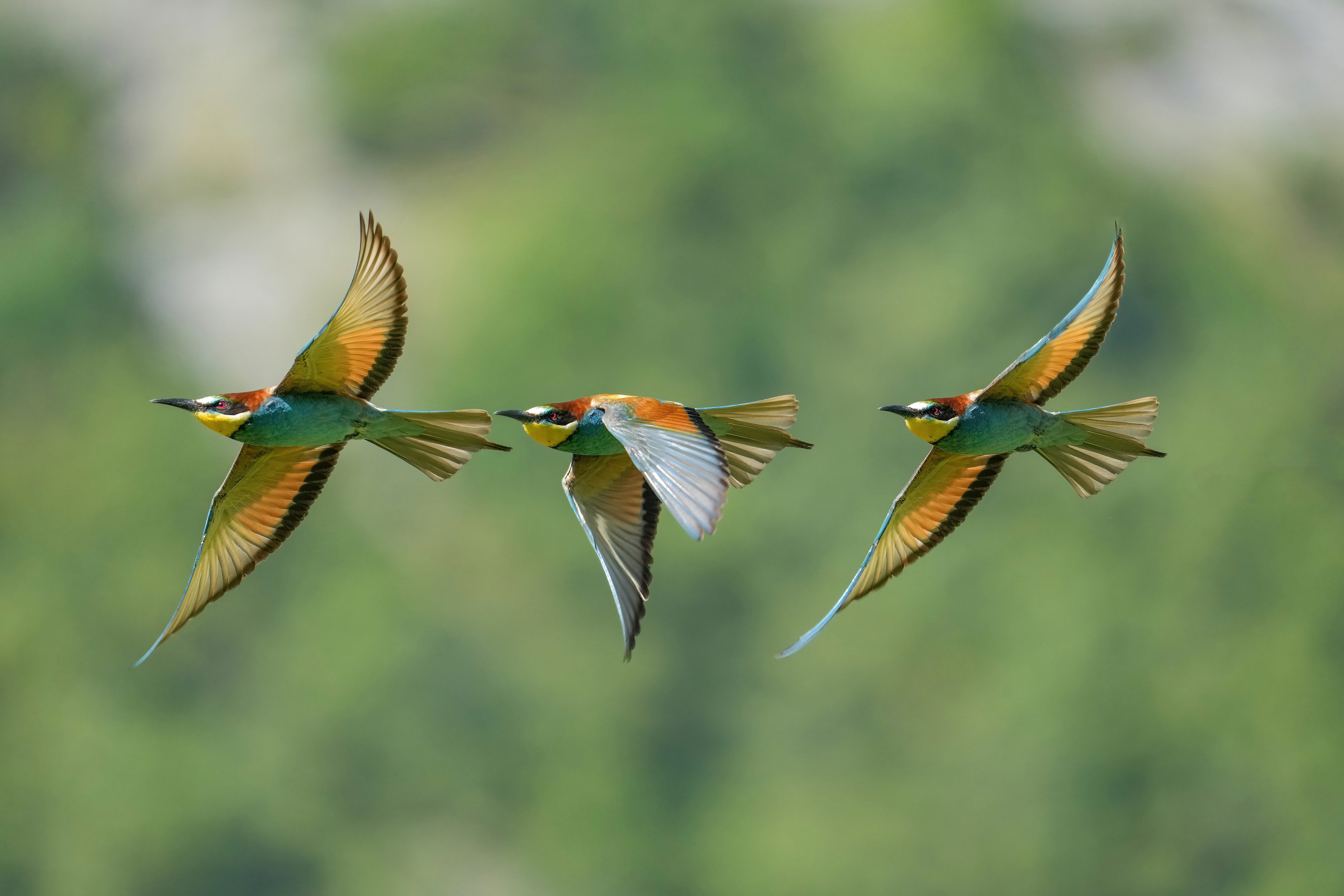
Chronophotographie d'un Guêpier d'Europe (Merops apiaster) en vol à Pfyn-Finges, en Suisse.

La chronophotographie (du grec kronos, temps, photos, lumière, et graphein, enregistrer) désigne une technique photographique qui consiste à prendre une succession de photographies, permettant de décomposer chronologiquement les phases d’un mouvement (humain ou animal) ou d’un phénomène physique, trop brefs pour être observés convenablement à l’œil nu. De nos jours, la chronophotographie est toujours utilisée, aussi bien dans les domaines scientifiques que dans la publicité, l'entraînement sportif ou la photographie d’art. Le mode de prise de vues en rafale moderne est de la chronophotographie. Sa version ultime, le bullet-time, permet l’immobilisation du sujet au sein d’un décor encore en mouvement.
En 1889, Étienne-Jules Marey nomme « chronophotographie » une technique de prise de vue instantanée qui s'inspire du revolver astronomique de Jules Janssen (1874), à l'aide d'une nouvelle caméra argentique qu'il développe en collaboration avec son assistant Georges Demenÿ et qu'il nomme « chronophotographe »— le mot « chronophotographie » sera retenu officiellement en 1889 —. Cette technique consiste à prendre en rafale des instantanés sur une même bande de papier sensible, puis de celluloïd inventé en 1888 par John Carbutt, avec un appareil de prise de vues muni d'un seul objectif, afin de pouvoir analyser avec plus de précision les différentes positions des corps au cours d'un mouvement. Elle succède au principe de son fusil photographique chargé de petites plaques de verre circulaires qui se présentent successivement derrière l'objectif, dont il avait fait une démonstration à l'Académie des sciences le 13 mars 1882, et à celle des prises de vues instantanés sur une même plaque fixe de verre enduite de gélatinobromure, avec un appareil de prise de vues muni d'un seul objectif,.
Ce principe, où le support de l’émulsion photosensible se déplace par rapport à l’objectif, ce qui autorise de le classer dans le pré-cinéma, faisait suite à un procédé plus lourd et encombrant d'analyse du mouvement par la méthode photographique, employé en 1878 par Muybridge, qui utilise plusieurs appareils et autant d'objectifs, puis par Louis Aimé Augustin Le Prince ou Albert Londe, basé sur la multiplication des chambres photographiques braquées sur le même sujet et se déclenchant successivement durant un temps très bref proche de la durée réelle du phénomène étudié.

## Historique

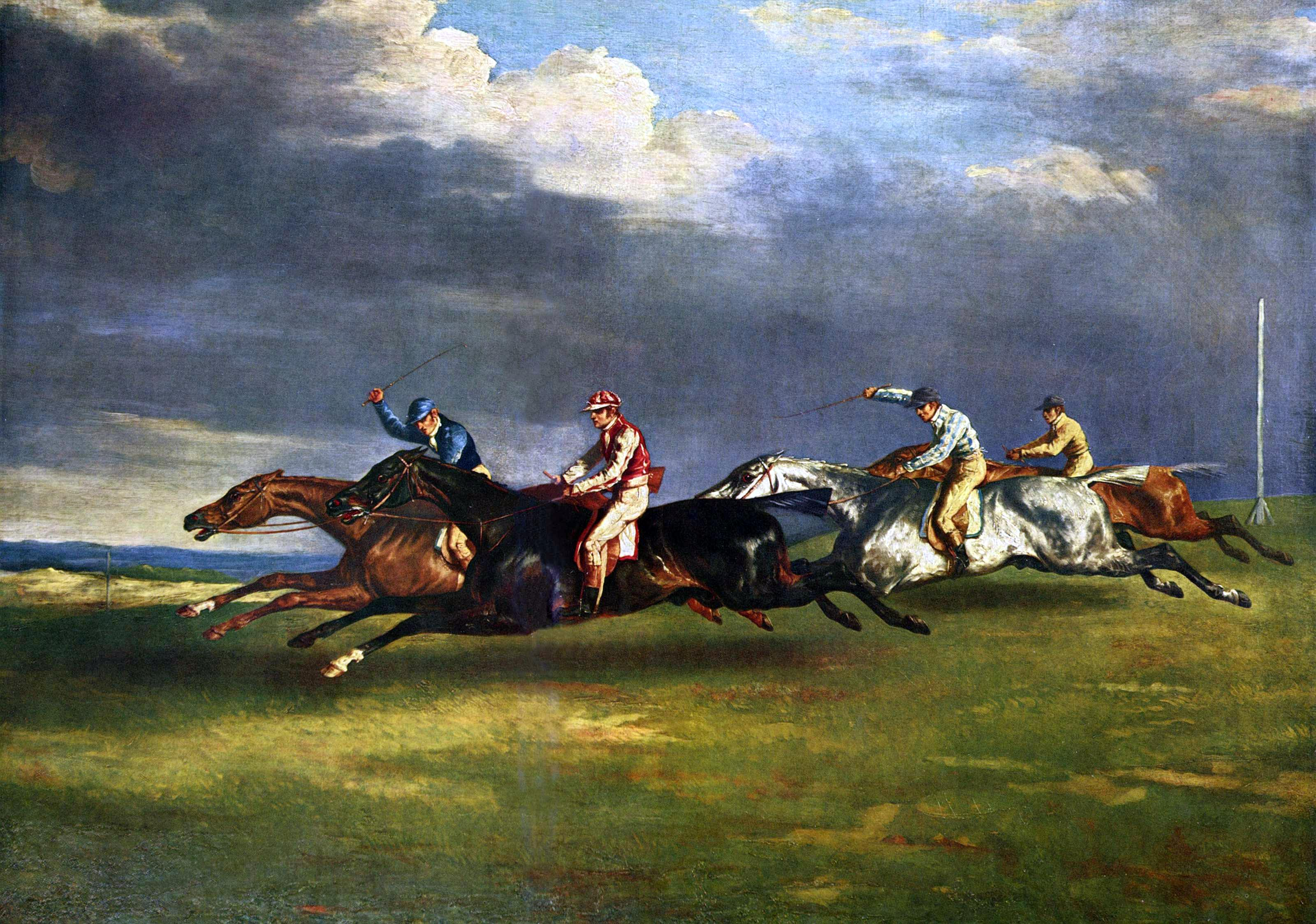
Théodore Géricault, Le Derby d'Epsom (1821), Paris, musée du Louvre. Représentation erronée du galop équestre.

Le précurseur de la chronophotographie est en 1878 le britannique Eadweard Muybridge, alors célèbre pour ses vues de paysages sauvages de la vallée de Yosemite située dans la Sierra Nevada, à l'est de la Californie, bien qu'encore peu connu du grand public américain. Muybridge s’intéresse aux affirmations controversées d’Étienne-Jules Marey. Le chercheur français est en effet persuadé, de par ses observations multiples, que le cheval au galop n’a jamais les quatre fers en l’air au cours des phases d’extension, ainsi que les artistes le représentent depuis des siècles, mais qu’il conserve au moins un pied en contact avec le sol. Il le démontre par la méthode graphique dont il publie les résultats dans son livre La Machine animale en 1873. Les milieux scientifiques réfutent cette conviction de Marey.
Le milliardaire américain Leland Stanford, grand amateur de sports équestres et lui-même propriétaire de purs-sangs, offre à Muybridge les moyens financiers pour prouver, photographies à l’appui, que Marey a raison. Également joueur, Stanford a parié gros sur le résultat de cette expérience.
Le dispositif est à première vue très simple : Muybridge veut aligner 24 chambres photographiques, sur le côté d'une piste où doit s’élancer le cheval au galop. Des ficelles sont tendues perpendiculairement à la trajectoire de la course. « C’est le cheval lui-même qui déclenche successivement les obturateurs en entraînant par son poitrail des ficelles liées aux appareils. Il est arrivé que le cheval emporte avec lui la batterie des précieuses chambres noires, les démolissant, elles et leurs clichés ». En vérité, la mise au point est laborieuse et prend six ans, de 1872 à 1878, mobilisant plusieurs des purs-sangs de Stanford. En effet, les ficelles doivent déclencher à distance l’ouverture de ce qui sert à l’époque d’obturateur, tout en se déconnectant pour éviter l’arrachement. Autre difficulté : chaque poste photographique est confié à un opérateur muni d’un petit laboratoire individuel qui lui permet, juste avant l’expérience, d’enduire de collodion humide, au temps de pose rapide, la plaque de verre qu’il charge prestement dans la chambre. L’expérience peut alors se dérouler. Douze clichés (ou 24) sont ainsi pris en une demi-seconde.
En 1878, Eadweard Muybridge réussit enfin à démontrer que le cheval au galop ne quitte complètement le sol que lorsque ses jambes postérieures et ses antérieures sont rassemblées sous lui.
Marey et Muybridge se rencontrent en France pendant l'été 1881, puis les deux chercheurs développent chacun de leur côté des ateliers de chronophotographie et engrangent de nombreuses prises de vues décomposant divers mouvements. Dans son laboratoire photographique à l'hôpital de la Salpêtrière aménagé par le docteur Jean-Martin Charcot, un autre Français, Albert Londe met au point en 1891 un appareil rassemblant en une seule imposante machine douze chambres photographiques dont le déclenchement en cascade peut être plus ou moins rapproché. Plus tard, Marey utilisera un ruban de papier enduit d'une couche photosensible sèche qui permet de prendre une succession linéaire de photographies sur un support léger. Il rejoint ainsi les recherches de Thomas Edison et William Kennedy Laurie Dickson, et celles de Louis Aimé Augustin Le Prince.
Ancien collaborateur de Marey à la station physiologique du Parc des Princes dépendant du Collège de France, Gaston Contremoulins met au point un appareil de chrono-microphotographie de grande puissance comportant un dispositif qui, associé au chronophotographe de Marey, permet de prendre des images successives décomposant le mouvement d'un être ou d'un phénomène microscopique.
Étienne-Jules Marey invente en 1882 un fusil photographique, un appareil de chronophotographie portable, qui lui permet d’opérer en pleine nature et de suivre en épaulant le mouvement d’animaux rapides et peu contrôlables, tels les oiseaux. La première version est équipée d’une sorte de barillet chargé, tel un revolver, de petites plaques enduites de produit photosensible qui défilent en une fraction de seconde derrière l’objectif. En 1889, après l’arrivée sur le marché de l’invention de l’Américain John Carbutt, un support souple en celluloïd que commercialise l’industriel américain George Eastman (le futur créateur de la Société Kodak), Marey adapte en bobineau ce support léger qu'il place dans son chronophotographe devenu à pellicule mobile, qui lui permet de saisir des séries plus longues d’instantanés. Le même film souple va, aux États-Unis, permettre à Thomas Edison et son collaborateur, William Kennedy Laurie Dickson, de réaliser les premiers films du cinéma. Mais le chercheur français n’est pas intéressé par l’aspect récréatif que pourrait prendre son invention : « Le cinéma ne doit presque rien à l'esprit scientifique […] Il est significatif que Marey ne s'intéressait qu'à l'analyse du mouvement, nullement au processus inverse qui permettait de le recomposer » ; « Les adeptes de la chronophotographie ne recherchent pas le spectaculaire, seule compte pour eux l’expérience scientifique. Ils n’ont ni la prétention ni l’intention de faire de l’art ou du divertissement, ils veulent étudier à loisir les différentes phases de phénomènes trop rapides pour être analysés à l’œil nu ». Le fusil photographique est classé à juste titre dans les appareils du précinéma.

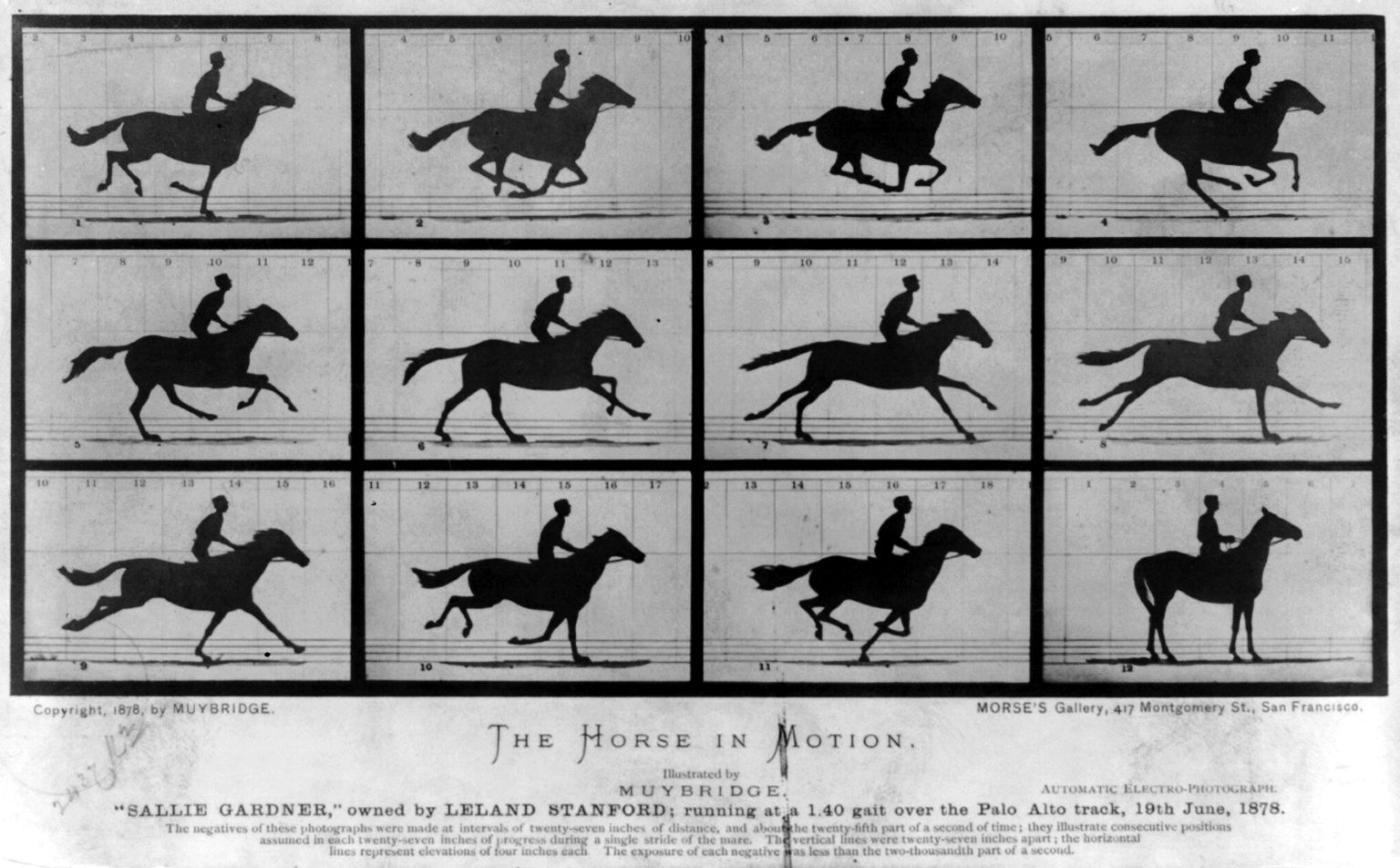
Eadweard Muybridge, Cheval au galop (1878). Démonstration que le cheval au galop ne quitte complètement le sol que lorsque ses jambes postérieures et ses antérieures se rassemblent sous lui (vignettes 2 et 3). Dans ses positions en extension (vignettes 1 et de 4 à 11), il conserve toujours un ou deux pieds en contact avec le sol.
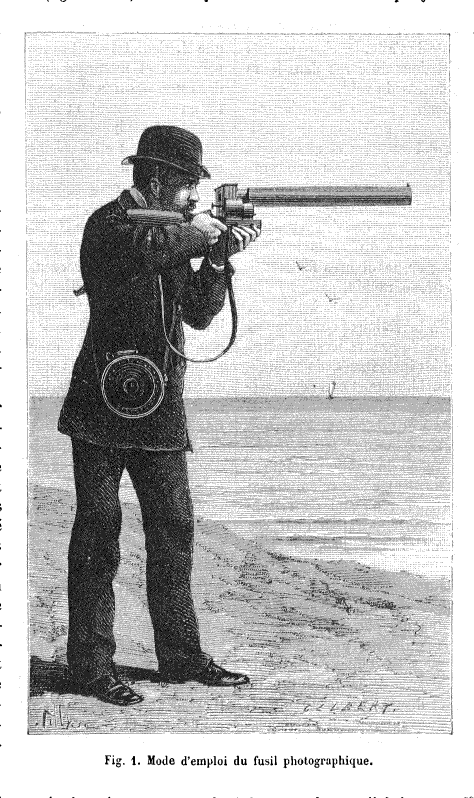
Otto Lund épaulant en 1882 à Naples le fusil photographique de Marey.
Une captation du mouvement d'une « carriole attelée » par le fusil chronophotographique.
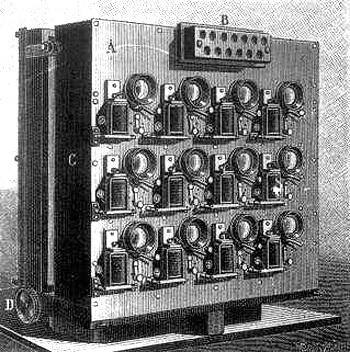
L'appareil chronophotographique d'Albert Londe à douze objectifs et autant de chambres noires (1891).

## Influence

### Photographie
L'appareil photo Nishika N8000 a été créé au Japon en 1989. Elle était capable de faire "photographies en 3D". Le résultat de ces photos était vraiment équivalent à 4 photos d'un même moment avec une petite variation de la perspective car la caméra se comprenait de 4 obturateurs, lesquels fonctionnaient simultanément.
Presque comme l'étude du mouvement du cheval en 1878 d'Eadweard Muybridge, qui plaçait 24 appareils photo parallèlement au long des 40 mètres d'une piste à Stanford, les obturateurs à 1/60 fixes et avec des lentilles de 30mm de cet appareil photo étaient séparés pour peu plus d'un centimètre. C'est ainsi donc, pendant que Muybridge utilisait la séparation entre caméras pour photographier le mouvement de la profondeur du camp et "créer" ainsi une image en 3D, étant donné que l'individu reste immobile mais pas le fond. 
Comme il est indiqué dans le manuel d'utilisateur de la caméra précédente (la Nimslo 3D) chaque entrée de lumière occupe la moitié d'une diapositive d'une bobine de 35mm. De cette manière, chaque négatif contient 2 images de 30mm lesquelles, ensembles, font 6 (voire le diagramme), ce qui provoque qu'avec une bobine de 24 photographies, par exemple, il soit possible que faire 12.
Au XXIe siècle la production des caméras comme celle-ci, c'est arrêtée, néanmoins, pendant 1990 d'autres telles que la Kalimar 3D Stéréo (35mm) et la ImageTech 3D wizard (35mm) ont été aussi vraiment populaires bien qu'elles n'intègrent pas 4 obturateurs mais 3 ; ce qui déclenche un mineur mouvement de la profondeur de champ. 
Tout de même, avec l'avance des programmes d'édition de vidéo, on peut animer des photographies résultantes des caméras 3D pour créer GIFs, images en mouvement, en faisant que les tirages numérisés apparaîtraient et disparaîtraient successivement chacune suivi de la prochaine pour simuler le mouvement autonome du fond.

### Chronophotographie et entraînement sportif
La chronophotographie permet une analyse détaillée du mouvement et a été très longtemps utilisée dans le domaine sportif (avant l'avènement de la vidéo sportive facilitée par la miniaturisation des appareils genre "GoPro") afin d'analyser les gestes des sportifs (qu'il s'agisse de débutants, de champions ou de niveaux intermédiaires). Dans le domaine des sports nautiques, par exemple, l'entraîneur national de voile Yves Louis Pinaud  fut un des premiers à l'utiliser dans son livre "Pratique de la voile"paru en 1964, ouvrage qui fit date dans la formation des régatiers et moniteurs de voile et pour l'enseignement de la Planche à voile, l"ouvrage collectif "Pratique de la Planche à  voile" (S Valentin, Ch Target,J.E.Mazer) toutes les manœuvres de cet apprentissage assez complexe étaient systématiquement détaillées par des chrono-photos commentées image par image.